# Akciový cukrovar v Hradci Králové se sídlem v Kuklenách
Akciový cukrovar v Hradci Králové se sídlem v Kuklenách byla potravinářská firma z Kuklen, která provozovala v letech 1898–1905 zdejší cukrovar.

## Historie

### Starý cukrovar
První, tzv. starý cukrovar, se nacházel na jiném místě než pozdější nástupce a jeho základní kámen byl položen 24. března 1863. Biskup Karel Hanl jej sám vysvětil při mši svaté za přítomnosti podnikatelů, řemeslníků, dělníků, četného obecenstva i školní mládeže a položil do jihovýchodního rohu staveniště.
Cukrovar se stal jedním z nejprvnějších a nejvýnosnějších v Čechách, jehož výrobky měly na cukerním trhu nejlepší pověst. 15. listopadu 1865 byl v cukrovaru zaveden od okresního úřadu potvrzený Domácí řád. V říjnu 1871 (v době osmé kampaně) se akcie Společné rolnické továrny na cukr platily o 150 % dráž proti původní ceně a cukrovar schválil i projekt na zřízení vlastní vinopalny. V noci z 1. na 2. prosince 1872 vypukl ve starém cukrovaru oheň, který však byl uhašen. Ten druhý (12. prosince 1875), který si vyžádal životy studenta reálky Václava Červeného, asistenta cukrovaru Vojtěcha Čermáka, královéhradeckého hasiče zámečníka Petrofa, jednoho chalupníka a třech dělníků, však překonat již nedokázal. Přes 200 dělníků přišlo požárem o práci. Jednak obecnou ochablostí, která po krizi roku 1873 (krachem po Vídeňské výstavě), jednak namáháním konkurenčních cukrovarů, kteří za holé spáleniště zaplatily 100 000 zlatých, se stalo to, že se společnost usnesla na likvidaci. Přitom ještě pár měsíců předtím vypadala situace úplně jinak, protože např. 25. září 1875 žádala obec Svobodné Dvory jakož i správa cukrovaru, aby cesta od Svobodných Dvorů k cukrovaru byla rozšířena, neboť v zatáčce je tak úzká, že se 2 fůry stěží vyhnou a při dovážení řepy je cesta zatarasena a komunikace úplně zamezena.
13. března 1877 žádalo konsorcium cukrovarů Předměřic nad Labem, Opatovic nad Labem a Sadové, jež zakoupilo spáleniště po starém cukrovaru, o povolení zřídit tamtéž kantinu pro dělníky. Obecní představenstvo tuto žádost odmítlo, protože „cukrovar již nestává a několik dělníků tam je zaměstnáno jen v době, když se přijímá řepa na váze tam zřízené.“ 24. června se žádost konsorcia opakovala a u obce dopadla stějně jako ta předchozí. Téhož roku byly rozbourány ohněm poškozené budovy starého cukrovaru a veškeré stavební hmoty byly na dílce rozprodány. Nakonec byl hostinec povolen v roce 1878. V roce 1881 zde byl sklad dříví a prken hraběte Harracha.

### Nový cukrovar

#### Komárek & Comp.
Druhý, tzv. nový cukrovar, vznikl až o několik let později po požáru toho starého. V roce 1880 byla pro něj zakoupena bývalá papírna. Jejím vlastníkem se při třetí dražbě 22. září 1880 stal MUDr. Hanuš Marek, který ji získal za 163 000 zl. 1. dubna 1881 obchodník Antonín Komárek se svými společníky požádal o povolení stavby nového cukrovaru z papírny. 30. září téhož roku žádal cukrovar o kolaudaci stavby. Prvním ředitelem byl Jaromír Konta (1881–1882), poté Woltr z Bousova (1882–1888) a František Rak (1889–1906).
Rok 1884 byl ve znamení sousedských sporů, u jejichž počátku bylo nejspíše úřední rozhodnutí, které pozemky z prodané papírny se mají odevzdat cukrovaru Komárek & Comp., a které Františku Němečkovi z Meziříčí (10. října 1882). 23. srpna 1884 si tak stěžoval cukrovar, že jeho soused Němeček staví kanál, do něhož bude „sváděti smrduté vody ze svého závodu“. Ale již 27. srpna si stěžuje Němeček, že cukrovar kope kanál blízko jeho zdi, ta že od na ni naházené hlíny vlhne, a až bude v kanále voda, tak se zeď podmáčí, přičemž žádal o zastavení stavby tohoto kanálu.
12. ledna 1885 se objevuje další problém. Vozy s řepou a pro řízky se u cukrovaru stavěly do 2 řad, což bránilo v provozu jiným povozům. Tato věc se dostala až na okresní hejtmanství, jež rozhodlo, aby vozy se řepou stály podél zahrady hotelu na pravé straně směrem ke Kuklenám a vozy pro řízky čekaly na levé straně podél domu pana Němečka. K tomu se znovu ozvou i dřívější neshody okolo odpadního kanálu, neboť 15. dubna si ředitel cukrovaru Woltr stěžuje na to, že cukrovarský kanál je napuštěn zapáchající odpadní vodou z Němečkovy továrny. Situace se však nezlepšila, a tak si již 15. října 1886 cukrovar znovu na Josefa Němečka, výrobce dřevitého cementu a lepenky na střechu, stěžuje, tentokrát proto, že prý „neoprávněně vyrábí etherické oleje a také je uschovává“, přičemž o deset dní později tam byla obcí vyslána kontrola.
3. prosince 1890 žádalo ředitelství cukrovaru okresní hejtmanství, aby před cukrovar umístilo četnickou hlídku, která by dohlížela nad čekajícími kočími povozů, jež přijely pro řízky, a dodržováním veřejného pořádku v nočních a brzkých ranních hodinách. 6. dubna následujícího roku akciový cukrovar v Kuklenách jmenoval virilním zástupcem (nevoleným, z titulu jiné funkce) do kuklenského obecního zastupitelstva Viktora Collino, správního radu v Hradci Králové.
30. listopadu 1892 bylo na žádost mlynáře Voženílka zjištěno, že náhon je zcela bez vody a jen na dně proudí kalná a zapáchající voda z cukrovaru. Tomu bylo doporučeno, aby vody odtékající ze závodu svedl do jam, v nichž by se pevné látky usadily a po jejich naplnění byly vybírány, čímž by se zabránilo dalšímu znečištění náhonu. 8. června 1893 schválilo navíc hejtmanství plán na čištění odpadních vod a zřízení usazovacích jam v cukrovaru. Po všeobecném souhlasu zainteresovaných stran zaslalo hejtmanství 13. června povolení na vystavění usazovacích jam u cukrovaru a míchání vápenného mléka do špinavých vod. 18. září tak došlo k jejich kolaudaci. 27. září 1894 se konala další komise, protože si mlynář Voženílek opětovně stěžoval, že opatření cukrovaru k čištění odpadních vod nejsou dostatečná a 31. října 1895 se konalo navíc ještě dodatečné šetření ohledně odpadních vod z cukrovaru. Tyto rozpory nakonec skončily až o několik let později, když 9. ledna 1898 Em. Voženílek upustil od sporu s cukrovarem, zaplatil výlohy 29 zlatých a na hejtmanství podal písemné prohlášení, že upouští od stížností svého otce na znečišťování vody v náhoně.

#### Akciový cukrovar v Hradci Králové se sídlem v Kuklenách
Koncem téhož roku bylo Benediktu Barochovi z Prahy a jeho společníkům povoleno zřídit firmu Akciový cukrovar v Hradci Králové se sídlem v Kuklenách.
12. července 1899 byl v dobrovolné dražbě prodán cukrovar firmy Komárek a spol. v Hradci Králové s celým strojním zařízením, se všemi realitami, polnostmi, železniční vlečkou i s polovicí starého cukrovaru za nejvyšší podání 400 050 zlatých, které učinil pražský advokát JUDr. František Dvorský. 8. září převzala cukrovar nová správa. Předsedou byl Rašín z Rýzmburka, místopředsedou P. Sedlák a členy správní rady Collino, Cifka, JUDr. František Dvorský a Vojtěch Sedlák. Splacený akciový kapitál 300 000 zlatých byl rozvržen na 1 200 akcií po 250 zlatých a později byl zvýšen vydáním 400 prioritních akcií na 400 000 zlatých. Cukrovar Komárek & Co. byl definitivně vymazán krajským soudem z rejstříku firem k 30. říjnu 1900.
29. března 1901 obecní úřad sdělil cukrovaru, že mu dle výše daní přísluší právo virilní do obecního zastupitelstva i do místní školní rady. 6. dubna se stal virilním zástupcem cukrovaru opětovně Viktor Collino. 27. února 1905 C. k. krajský soud povolil Záložnímu úvěrnímu ústavu v Hradci Králové vydobytí jeho pohledávky 44 024 K nucenou dražbou Akciového cukrovaru v Hradci Králové (vlastně v Kuklenách) čp. 154 i s pozemky a polovicí starého cukrovaru čp. 150 i s pozemky. Stání bylo určeno na 1. května téhož roku. Jelikož se k první dražbě cukrovaru nikdo nedostavil, ani písemně žádný věřitel námitek nepodal, povolil okresní soud v Hradci Králové 29. října, aby se u starého cukrovaru č. kat. 135, č. 1838/1 a část zahrady č. kat. 361/1, kteréž všechny do okresní silnice připadly, bezvadně odepsaly. 26. května následujícího roku ohlásil okresní soud na 30. června dražbu na akciový cukrovar, který byl oceněn na 586 875,68 K, přičemž nejmenší podání obnášelo 309 932,37 K.
Cukrovar nakonec v roce 1906 koupil Záložní a úvěrní ústav v Hradci Králové, a to s podmínkou, že tam nikdy více cukrovar nebude. Rolníci sice konali schůze, aby získali akcie a závodu se ujali sami, ale dali se zastrašit tvrzeními, že strojní zařízení cukrovaru je značně opotřebované a že by se muselo pořídit nové. Záložní úvěrní ústav tak stroje snadno prodal do jiných cukrovarů a utržil za ně více než stál celý cukrovar. Roku 1907 v objektu nového cukrovaru zařídila firma A. a J. Nejedlý koželužnu. Tím se historie cukrovarnictví v Kuklenách završila.